# Pandemia di COVID-19 in Liberia
Il primo caso della pandemia di COVID-19 in Liberia è stato confermato il 16 marzo 2020.

## Antefatti
Il 12 gennaio 2020, l'Organizzazione mondiale della sanità (OMS) ha confermato che un nuovo coronavirus era la causa di una nuova infezione polmonare che aveva colpito diversi abitanti della città di Wuhan, nella provincia cinese dell'Hubei, il cui caso era stato portato all'attenzione dell'OMS il 31 dicembre 2019.
Sebbene nel tempo il tasso di mortalità della COVID-19 si sia rivelato decisamente più basso di quello dell'epidemia di SARS che aveva imperversato nel 2003, la trasmissione del virus SARS-CoV-2, alla base della COVID-19, è risultata essere molto più ampia di quella del precedente virus del 2003, e ha portato a un numero totale di morti molto più elevato.
Il 5 maggio 2023, l'Organizzazione mondiale della sanità dichiara ufficialmente la fine della pandemia.

## Cronologia

### Marzo
Il 16 marzo, è stato confermato il primo caso in Liberia, si trattava di un funzionario del governo che aveva viaggiato in Svizzera. Il presidente George Weah nominò in modo controverso la persona e affermò di aver violato i protocolli di screening all'aeroporto internazionale Roberts (RIA) di Harbel.
Il 17 marzo, è stato confermato il secondo caso, si trattava uno stretto contatto del primo caso.
Il 20 marzo, è stato confermato il terzo caso nel paese. La terza persona era un viaggiatore di ritorno. Il 22 marzo, a seguito di questo terzo caso, il Ministero della sanità e della previdenza sociale ha dichiarato lo stato di emergenza sanitaria nazionale.
Il 24 marzo, la vicina Costa d'Avorio ha annunciato di aver chiuso i confini terrestri con la Liberia e la Guinea con una misura per contenere la COVID-19.
Il 27 marzo, l'ambasciata degli Stati Uniti ha evacuato alcuni cittadini statunitensi dalla Liberia.

### Aprile
Il 1º aprile, l'Unione europea ha organizzato un volo charter per evacuare i suoi cittadini.
Il 4 aprile, è stato riportato il primo decesso.
Il 7 aprile, il presidente George Weah ha nominato un Comitato esecutivo sul Coronavirus. Il comitato sarà guidato dall'ex sindaco della città di Monrovia, la signora Mary Broh. Alcuni esperti hanno messo in dubbio la capacità di Broh di coordinare efficacemente la risposta alla pandemia data la sua inesperienza nei protocolli di sanità pubblica.
L'8 aprile, il presidente George Weah ha dichiarato che le misure di blocco entreranno in vigore il 10 aprile per la durata di 3 settimane, inclusa la sospensione di tutti i viaggi non essenziali e il coprifuoco. Le scuole sono state chiuse in tutto il paese, anche le chiese, le moschee, i bar e le spiagge in alcune parti del paese.
L'Istituto nazionale di sanità pubblica della Liberia (NPHIL) ha registrato un aumento record del numero di casi confermati da 14 a 31, con un aumento di 17 nuovi casi e 1 decesso.
Il 21 aprile, è stato reso obbligatorio l'uso delle mascherine all'aperto, anche se l'applicazione della legge è poco chiara.

## Cronistoria
La Liberia è stata uno dei primi paesi a iniziare lo screening dei passeggeri negli aeroporti.
Il 18 marzo, la Cina ha donato forniture mediche alla Liberia.
Il 13 aprile, il Fondo monetario internazionale ha concesso la riduzione del servizio del debito in Liberia, di importo sconosciuto.
Ci sono state polemiche nel paese sull'opportunità di nominare le persone con infezioni. La politica dell'Istituto nazionale di sanità pubblica della Liberia era di non rilasciare nomi di persone con infezioni per ridurre la stigmatizzazione e proteggere la privacy, ma altri funzionari del governo (il presidente George Weah, il ministro dell'Informazione Lenn Eugene Nagbe) hanno sostenuto di rilasciare nomi per una migliore traccia dei contatti.